# Mochlus guineensis
Mochlus guineensis är en ödleart som beskrevs av  Peters 1879. Mochlus guineensis ingår i släktet Mochlus och familjen skinkar.  Inga underarter finns listade i Catalogue of Life.
Denna ödla förekommer i västra och centrala Afrika från Guinea till nordöstra Kongo-Kinshasa och västra Uganda. En avskild population finns i Guinea-Bissau. Arten lever i låglandet och i kulliga regioner upp till 500 meter över havet. Habitatet utgörs av fuktiga savanner och galleriskogar. Ödlan äter olika leddjur.
Regionala populationer hotas av landskapsförändringar. Hela populationen bedöms som stor.IUCN kategoriserar arten globalt som livskraftig.